# Verlinghem

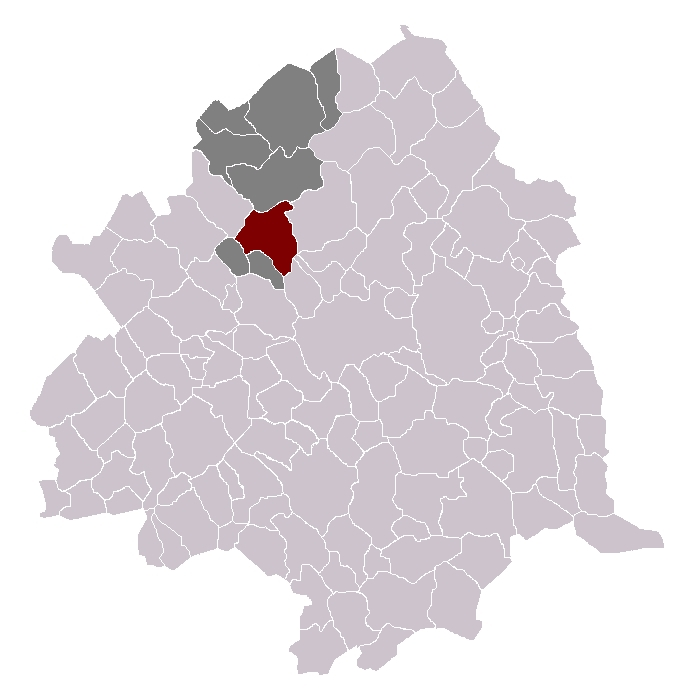
Ubicació de Verlinghem dins del cantó i el districte

Verlinghem és un municipi francès, situat a la regió dels Alts de França, al departament del Nord. L'any 2007 tenia 2.303 habitants. Limita al nord amb Quesnoy-sur-Deûle, a l'est amb Wambrechies, al sud-est amb Saint-André-lez-Lille i Lambersart, al sud amb Lompret, al sud-oest amb Pérenchies i al nord-oest amb Frelinghien.

## Demografia
| 1962                                       | 1968  | 1975  | 1982  | 1990  | 1999  | 2006  |
| ------------------------------------------ | ----- | ----- | ----- | ----- | ----- | ----- |
| 1.225                                      | 1.363 | 1.729 | 1.941 | 2.182 | 2.377 | 2.312 |
| Des de 1962: població sense dobles comptes |       |       |       |       |       |       |

## Administració
| Període | Identitat       | Partit |
| ------- | --------------- | ------ |
| 2001 -  | Jacques Houssin | UMP    |